# Space Invaders
Space Invaders (スペースインベーダー Supēsu Inbēdā?) este un joc video arcade dezvoltat de Tomohiro Nishikado care a fost lansat în 1978. Inițial a fost produs și vândut de Taito în Japonia, mai târziu divizia Midway de la Bally a fost licențiată pentru producția jocului în Statele Unite. Space Invaders este unul din primele shooting games și misiunea este să reziști cât mai mult invaziei unor nave extraterestre folosind un tun-cu-laser. În proiectarea acestui joc, Nishikado s-a inspirat din mai multe produse media cum ar fi jocul arcade Breakout, romanul Războiul lumilor sau franciza Războiul stelelor.